# Backyard: Im Hinterhof der Hölle
Backyard: Im Hinterhof der Hölle (Originaltitel: The Backyard) ist ein US-amerikanischer Dokumentarfilm von Paul Hough über das sogenannte Backyard Wrestling. Der 2002 erschienene Film porträtiert einige der Anhänger dieses Showsports.

## Handlung
Zu Beginn gibt es ein Statement von „The Lizard“, dann folgt ein kurzes Interview mit ex-ECW-Star Rob Van Dam (RVD), der seine gemischten Eindrücke vom Backyard Wrestling mitteilt.
Der eigentliche Dokumentarteil fängt mit einem Porträt der Brüder Justin (24) und Bo (18, Ringname: „Barrabis“) Gates an. Die beiden Brüder aus Feirnley, Nevada veranstalten monatlich ein Wrestling-Event in der Wüste von Nevada und erzählen ihrer Großmutter zum ersten Mal von ihrem Hobby. Sie bereiten gerade das „3 Stages of Hell“-Match vor. Dabei muss zunächst der Gegner in einem Ring aus Stacheldraht besiegt werden, danach muss er „lebendig begraben“ und am Schluss in den „Höllenschlund“ (ein Loch, das mit einer brennenden Holzplatte und mit Stacheldraht bedeckt ist) befördert werden. Als Storyline geht es um Barrabis, der von seiner Mutter und seinem Bruder gedemütigt wurde und der nun in einer finalen Schlacht besiegt werden soll. Die Mutter der beiden und die Freundin von Justin helfen ihnen dabei. Es werden Ausschnitte aus dem Kampf präsentiert. Bo fiel bei einem Move auf den Kopf, es kam jedoch zu keiner schlimmeren Verletzung.
Die Dokumentation führt nun zu einer Promotion in Modesto, Kalifornien. Dort hat sich der Wrestler „The Lizard“ (Andrew Cook) einen Ring gezimmert. Er tritt an diesem Tag gegen seinen Kontrahenten Spaz an, es geht um den „Hardcore-Champion“-Gürtel. Nach einigen High-Flying-Moves gewinnt Spaz den Titel. The Lizard ist mit seinen 26 Jahren ein „Oldie“ des Backyard Wrestlings. Er tritt manchmal für „Modesto Championship Wrestling“ an, eine Promotion die von dem 17-jährigen Josh James semiprofessionell geführt und im offenen Kanal übertragen wird. Man sieht einige Kämpfe, sowie einen erzürnten Zuschauer und eine besorgte Mutter, die ihrem Sohn das Wrestling verbietet.
RVD betont, dass das Verletzungsrisiko sehr hoch ist und man eigentlich eine Wrestling-Schule besuchen sollte. Die Dokumentation führt weiter zu „High Impact Wrestling“ in Tucson. Dort ist „Scar“ (18 Jahre) Star einer Liga. Wegen seiner blutigen Kämpfe hat er den Spitznamen „The King of Hurt“ erhalten. Man erfährt, dass Scar als kleiner Junge unter schweren Leberproblemen litt, die ihm fast das Leben kosteten. Erst mit etwa 8 Jahren war er außer Gefahr, hatte nun aber kaum noch Gehör. Mit 16 wäre er dann zum Wrestling gekommen und seine Eltern unterstützen nach dieser Nah-Tod-Erfahrung alle seine Aktionen. Er tritt gegen den „Retarded Butcher“ an, dessen Mutter aber auftaucht und den Kampf beendet. Der 18-jährige Schulabbrecher „Chaos“ stellt High Impact mit Ausschnitten seiner blutigen, brutalen Kämpfe vor und zeigt seine zahlreichen Narben.
Weiter gehts nach Upstate New York, dort agiert die MTW, die von Phil Snyder gegründet wurde. Der Highschool-Schüler hatte vorher Ringunterricht genommen und mit Unterstützung der Lehrer seiner Schule eine eigene Promotion gegründet. Fast alle Lehrer und auch die Eltern stehen hinter den Jungen. In der Zwischenzeit ist „The Lizard“ unter die ersten 250 Kandidaten der Tough Enough 2-Casting-Show von WWE und MTV gekommen. In der nächsten Runde scheidet er allerdings aus.
In East Norfolk, Großbritannien, hat sich eine weitere Gruppierung gegründet. Die Schuljungen versuchen sich von ihren US-amerikanischen Vorbildern abzusetzen und bevorzugen mehr den ringerischen Aspekt. „Chaos“ erklärt in der Zwischenzeit das Blading und das durch Einnahme von Aspirin die Blutung noch derber aussehen kann. Man sieht einige Blading-Techniken der Norfolker Jungs. Wieder zurück in den USA bereitet sich „The Lizard“ auf sein Debüt bei der Independent-Liga „X-Treme Renegade Wrestling“ vor. Er soll als „Golden Dragon“ gegen einen mutmaßlichen „Shootfighter“ (jemand, der öfters echte Aktionen zeigt, wenn ihm der Einsatz seines Partners nicht gefällt) antreten. Im letzten Moment macht er einen Rückzieher und täuscht eine Verletzung vor. Justin und Bo werden während eines Kampfes in einem öffentlichen Park verhaftet und zu Arbeitsstunden verurteilt. „The Lizard“ hat nach dem Besuch einer Wrestlingschule sein Debüt bei der Promotion Supreme Pro Wrestling.
RVD weist zum Schluss nochmal darauf hin, dass Backyard Wrestling zwar ein gutes Training sei, aber die Verletzungsgefahr ernst zu nehmen sei und durch Unachtsamkeit lebensgefährliche und irreparable Schäden entstehen könnten.

## Hintergrund
Bei den Dreharbeiten zu einer anderen Dokumentation bekam Paul Hough (Sohn des Horrorfilm-Regisseurs John Hough) ein Videotape von zwei Zwölfjährigen, die sich im Rahmen einer Backyard-Wrestling-Show Glühlampen über den Kopf zogen. Interessiert an der bizarren Subkultur machte er sich auf die Suche nach anderen Vertretern dieses zumeist illegalen Showsports. Insgesamt dauerten die Dreharbeiten zwei Jahre bei einem sehr geringen Budget.
Das Titellied wurde von Fozzy, der Musikgruppe um den Wrestler Chris Jericho, eingespielt.

## Rezeption
Im Allgemeinen wurde die Dokumentation als gut bewertet. Lediglich die recht harten Kampfszenen und der wertfreie Dokumentarstil waren Gegenstand der Kritik. Der Dokumentarfilm wird oft als Mischung zwischen Jackass und Fight Club beschrieben.

„Der Dokumentarfilmer Paul Hough hat eine Landschaft entdeckt, die die Kartographen des Filmindustrie-Realismus noch nicht bereist haben. Hier pflegt man den Eindruck des Ungepflegten, hier mag man es häßlich und gemein. Paul Hough, der Sohn des englischen Horror-Regisseurs John Hough, hat sich aufgemacht um in den amerikanischen Vorstädten das Fürchten zu lernen. Gefunden hat er dort die wohl extremste Sportart, das "Backyard Wrestling", bei dem sich die meist jugendlichen Kämpfer mit allerlei gefährlichem Gerät traktieren.“

„Paul Hough hat in seinen Film Szenen eingebunden, die schwer zu verdauen sind, aber er zeigt auch das soziale Umfeld der Kämpfer, spricht mit ihren Freundinnen und Freunden. So korrigiert er das Bild der durchgedrehten, suizidalen Kampfmaschinen, das seine Bilder der Kämpfe in die Köpfe der Zuschauer gedroschen habe“

## Auszeichnungen
- Zuschauerpreis des Brooklyn International Film Festival 2003[5]
- „Festival Prize“ des Los Angeles Silver Lake Film Festival 2002[6]
- „Jury Award“ als „Best Lounge Film“ auf dem Sonoma Valley Film Festival 2003[7]